# Tatort: Zweikampf
Zweikampf ist ein Fernsehfilm aus der Fernseh-Kriminalreihe Tatort der ARD und des ORF. Der Film wurde vom WDR produziert und am 23. Juni 1974 zum ersten Mal gesendet. Er ist die 41. Folge der Tatort-Reihe, die zweite mit Kommissar Haferkamp.

## Handlung
Eines Abends wird die Millionärsgattin Marion Mezger von dem Bauunternehmer Degenhart und einem jungen Komplizen entführt. Sie verkleben ihr die Augen mit schwarzen Klappen und bringen sie in eine Wohnung eines Hochhauses. Mezger alarmiert, weil er seine Frau vermisst, den Nachtschicht schiebenden Kommissar Haferkamp bei der Kripo Essen, der die Sache als Routinefall abtut und nichts Größeres in die Wege leitet.
Dafür wird er am nächsten Tag von seinem Chef schwer gerügt. Doch Mezger hat bereits einen Anruf von den Entführern erhalten und bittet die Polizei, sich herauszuhalten. Dennoch versucht die Polizei auf geringerer Stufe die geplante Geldübergabe zu überwachen. Diese findet per Bahn statt. Mezger wird angewiesen, fünf Millionen DM in einem Koffer aus dem Zug zu werfen. Nachdem der Komplize und Degenhart das Geld an sich genommen haben, lassen sie Frau Mezger auf der Stelle frei und flüchten. Im Apartment trennen sich die Wege der Männer.
Doch Degenhart wurde im Haus von einer älteren Dame gesehen, die dies Kommissar Haferkamp meldet. Er lässt die Wohnung von der Spurensicherung untersuchen. Alles passt und auch der kompromittierte Degenhart steht für Haferkamp als Täter fest. Doch Frau Mezger ist sich nicht sicher, ob es die Wohnung ist, und Degenhart wird nach kurzer Untersuchungshaft freigelassen. Es beginnt ein, auch freundschaftliches, Katz-und-Maus-Spiel zwischen Degenhart und Haferkamp, der ihn beschatten lässt, um ihn durch einen Fehler überführen zu können. Nebenbei versucht er sogar, Degenharts Ex-Frau für eine Falle einzuspannen. Doch diese lehnt, nachdem sie eigentlich nicht abgeneigt war, ab.
Degenhart fliegt nach München und wird dort von Kommissar Veigl beschattet. Er wird mit seinem Schulfreund Fischer beobachtet. Er bittet ihn das Geld irgendwie zu „waschen“, da er es wegen der Registriernummern nicht ausgeben kann. Als sein Freund ihn in Essen besucht, merkt Degenhart, dass auch dieser längst von der Polizei beschattet wird und bricht den Plan ab. Doch Fischer entschließt sich, das mögliche Versteck, einen Ort aus der Jugendzeit, Kommissar Haferkamp zu zeigen. Das Geld befindet sich tatsächlich auch dort in einem alten Bunker. Haferkamp legt sich dort auf die Lauer. Doch erscheint nicht Degenhart, sondern Frau Mezger. Sie hat Degenhart vorgemacht, dass sie ihren Mann verlassen, ins Ausland will, das Geld für ihn holt und im Ausland umtauscht, um ihm dann einen Anteil zu schicken. Der Kommissar nimmt Degenhart in seiner Villa fest, der sich gelassen mitnehmen lässt.

## Hintergrund
Der bekannte Synchronsprecher Niels Clausnitzer (u. a. Roger Moore und Max Wright) ist hier in einem seiner seltenen Filmauftritte zu sehen.

## Kritik
TV Spielfilm gab den Daumen nach oben und bemerkte: „Realitätsnahes Katz-und-Maus-Spiel“.